# 2012: 타임 포 체인지
《2012: 타임 포 체인지》(2012: Time for Change)는 미국에서 제작된 조아오 G. 아모림 감독의 2010년 다큐멘터리, 애니메이션 영화이다. 데이빗 린치 등이 주연으로 출연하였다.

## 출연

### 주연
- 데이빗 린치
- 엘렌 페이지
- O.J. 심슨
- 스팅
- 마틴 루터 킹